# Audräy Tuzolana
Audräy Tuzolana (* 28. Februar 1984 in Versailles, Frankreich) ist ein französisch-kongolesischer Handballspieler. Er ist 1,80 m groß und wiegt 84 kg.
Tuzolana, der für den luxemburgischen Verein HB Käerjeng spielt und für die Nationalmannschaft des Kongo aufläuft, wird meist als Linksaußen eingesetzt, er kann aber auch im linken Rückraum spielen.

## Karriere

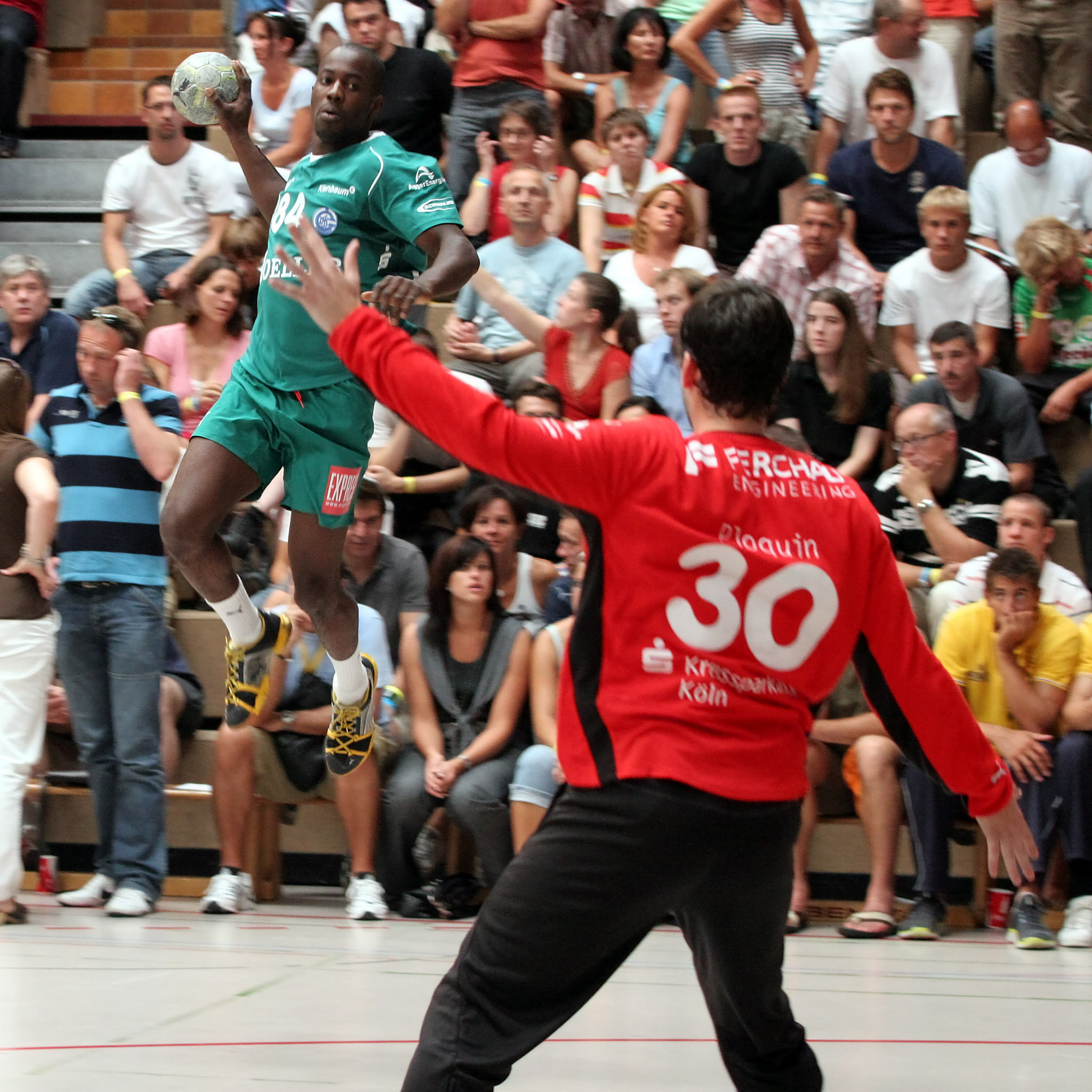
Audräy Tuzolana (im Tor sein Mannschaftskamerad Yohann Ploquin)

Audräy Tuzolana begann bei Plaisir HBC mit dem Handballspiel. Später kam er zu einem anderen Pariser Vorstadtclub, US Ivry HB, wo er 2002 auch seinen ersten Profivertrag erhielt. In der Saison 2005/06 wurde er mit Ivry Vierter der 1. französischen Division und erreichte das Pokalfinale, 2006/07 gewann man die französische Meisterschaft. Im Sommer 2008 wechselte Tuzolana zum VfL Gummersbach in die Handball-Bundesliga. Dort bekam er als Nachfolger von Guðjón Valur Sigurðsson einen Dreijahresvertrag. Mit dem VfL gewann er 2009 den EHF-Pokal. Im Oktober 2009 verließ Tuzolana auf eigenen Wunsch Gummersbach. Die nächsten zwei Jahre spielte er beim französischen Verein HBC Nantes. Ab dem Sommer 2011 stand er beim dänischen Verein Bjerringbro-Silkeborg unter Vertrag. Ein Jahr später unterschrieb er einen Vertrag beim französischen Erstligisten Tremblay-en-France Handball. Im Sommer 2017 unterschrieb er einen Vertrag beim luxemburgischen Verein HB Käerjeng.
Audräy Tuzolana hat vier Länderspiele für die französische Nationalmannschaft bestritten. Bei der Europameisterschaft 2008 in Norwegen stand er nur im erweiterten Aufgebot seines Landes. Mittlerweile läuft er für die Nationalmannschaft des Kongo auf. In den Jahren 2012, 2014 und 2022 nahm er an der Afrikameisterschaft teil.